# Jan van Steinau
Jan I van Oels (circa 1298 — 19 mei 1365) was van 1309 tot 1317 hertog van Sagan, van 1309 tot 1365 hertog van Steinau en van 1312 tot 1314 hertog van Posen. Hij behoorde tot de Silezische tak van het huis Piasten.

## Levensloop
Jan was de vierde zoon van hertog Hendrik III van Glogau en diens echtgenote Mathilde, dochter van hertog Albrecht I van Brunswijk-Lüneburg. Na de vroege dood van zijn vader in 1309 erfde Jan samen met zijn vier broers diens domeinen. Omdat Jan toen nog minderjarig was, werd hij samen met zijn drie andere broers onder het regentschap van zijn moeder en zijn oudste broer Hendrik IV de Trouwe geplaatst.
Op 29 februari 1312 verdeelden de vijf broers hun gezamenlijke domeinen onderling, waarbij Jan en zijn broers Hendrik IV de Trouwe en Przemko II de districten Sagan, Steinau en Posen kregen. Ook werd beslist dat Jan, Hendrik IV en Przemko II het hertogdom Glogau zouden erven, dat hun moeder na de dood van hun vader had geërfd.
In 1314 verloren de broers het hertogdom Posen echter door een opstand van de adel, die ontevreden was over de regering van de drie broers. Ook verloren ze meerdere delen van de domeinen van hun vader aan de hertogen van Liegnitz. In 1317 verdeelden de drie broers hun gezamenlijke domeinen onderling en kreeg Jan de districten Steinau, Guhrau en Lüben als onafhankelijk hertogdom.
Jan was nauwelijks betrokken bij de interne politiek en als hij tussenkwam, was dat enkel in contact met zijn broers. Op 29 juli 1326 sloot Jan samen met zijn broers Hendrik IV de Trouwe en de kinderloze Przemko II een verdrag; als een van de drie broers zonder mannelijke nakomelingen zou sterven, werden diens domeinen geërfd door de twee andere broers. Op hetzelfde moment maakte Jan contacten met Polen, vooral wegens de vijandige relaties die hij had met de hertogen van Liegnitz. In 1328 steunde hij dan ook de inwoners van de steden Liegnitz en Brieg in hun opstand tegen hertogen Bolesław III de Verkwister en Hendrik VI de Goede. Deze oorlogen veroorzaakte echter heel wat verwoestingen in Neder-Silezië.
Begin 1331 overleed zijn broer Przemko II zonder nakomelingen na te laten. Volgens het verdrag dat de broers in 1326 hadden afgesloten werden zijn gebieden geërfd door Hendrik IV de Trouwe en Jan op de stad Glogau na, dat naar hun schoonzus Constance ging. Koning Jan de Blinde van Bohemen was het daar echter niet mee eens, viel met een leger het hertogdom Glogau binnen, nam de controle van dit hertogdom over, dwong Constance te vluchten en Jan om hem voor 2.000 zilvermunten de rechten over de helft van Przemko's gebieden te verkopen. Koning Wladislaus de Korte van Polen maakte van de verwarring die hierdoor heerste gebruik om de rest van de Groot-Poolse gebieden te veroveren die nog in handen waren van Jan en zijn broers. Jan nam daarop met koning Jan de Blinde van Bohemen deel aan een onsuccesvolle militaire expeditie tegen Polen.
Om te verhinderen dat Jan Steinau eventueel zou verkopen aan de Boheemse koning, sloot hij op 25 juli 1334 een akkoord met zijn broers Hendrik IV en Koenraad I. Hierbij mocht Jan geen enkel deel van het hertogdom Steinau verkopen zonder de toestemming van zijn broers. Desondanks probeerde Jan, die constant financiële problemen had, om zijn hertogdom te verkopen. Toen hij op bezoek was in Praag, sloot Jan een akkoord met de Boheemse koning Jan de Blinde. Hierbij werd afgesproken dat het hertogdom Steinau na de dood van Jan naar het koninkrijk Bohemen zou gaan, op voorwaarde dat hij gedurende zijn verdere leven het hertogdom Glogau mocht besturen. Hevige protesten van zijn broers zorgden er echter voor dat Jan zijn akkoord met Bohemen moest annuleren. Zijn broers konden echter niet verhinderen dat hij het district Lüben verkocht aan Bolesław III de Verkwister.
Om verkopingen of verdelingen te vermijden kochten zijn broers Hendrik IV en Koenraad I op 27 augustus 1337 de volledige domeinen van Jan over, maar hij behield wel voor de rest van zijn leven de soevereiniteit over zijn domeinen. De verkoop werd aanvaard door koning Jan de Blinde van Bohemen, maar de broers moesten wel aanvaarden dat het district Lüben in handen van Bolesław III de Verkwister bleef. In de plaats kocht Jan daarop de Boheemse stad Góra Śląska. Na de dood van zijn broer Hendrik IV de Trouwe in 1342, verkocht Jan de volgende jaren zijn domeinen stukje per stukje aan zijn neef Hendrik V de IJzeren. Toen Hendrik V in 1343 oorlog voerde tegen koning Casimir III van Polen, gaf Jan zijn neef militaire steun. Hierdoor werden zijn domeinen echter door Poolse troepen geplunderd.
In 1365 stierf Jan, waarna hij werd bijgezet in het klooster van Leubus. Zijn landerijen werden na zijn dood verdeeld onder zijn broer Koenraad I en zijn neef Hendrik V de IJzeren.

## Huwelijk
Op 14 januari 1316 huwde hij met Margaretha (1286/1288-1334), dochter van hertog Bogislaw IV van Pommeren. Hun huwelijk bleef kinderloos.